# Thymus mugodzharicus
Thymus mugodzharicus là một loài thực vật có hoa trong họ Hoa môi. Loài này được Klokov & Des.-Shost. miêu tả khoa học đầu tiên năm 1929.